# Левендаль, Ульрих Фридрих Вольдемар
Ульрих Фридрих Вольдемар рейхсграф фон Левендаль (Löwendahl) (1700—1755) — известный европейский военачальник, генерал-аншеф российской армии (1740), маршал Франции (1747).

## Биография

### Происхождение и начало военной карьеры
Родился 1 апреля 1700 года в Гамбурге в семье датского барона Вольдемара фон Лёвендаля (1660—1740) и его жены Доротеи фон Брокдорф (1672–1706), которая была кузиной графини фон Козель. Отец его, занимая важные должности в Дании, позже перешёл на службу к саксонскому курфюрсту и умер в 1740 году в должности обер-гофмаршала и кабинет-министра.
Начал службу в датском флоте, затем служил в австрийской армии, сражался против турок на Балканах и в Сицилии. С 1721 года — на службе саксонского курфюрста в чине полковника гвардии, через три года назначен шефом пехотного полка. С 1732 года — генерал-майор и генерал-инспектор саксонской пехоты. После смерти Августа II в войне за польское наследство командовал саксонским гарнизоном в Кракове и отразил нападение киевского воеводы (1733), с 1734 года сражался на Рейне.

### В российской армии
C началом войны против турок ходатайством генерал-фельдмаршала Х. А. Миниха принят на русскую службу в чине генерал-лейтенанта, сражался в Крыму и на Украине, в 1737 году способствовал взятию Очакова, 24 декабря 1738 года пожалован в кавалеры ордена Святого Александра Невского.
В 1739 году участвовал в поражении турок при Хотине и оставлен комендантом крепости Хотин. По окончании войны назначен Ревельским губернатором и генерал-аншефом (1740).
Новая императрица Елизавета Петровна подтвердила все звания и должности Левендаля, назначила его командиром корпуса в армии генерал-фельдмаршала П. П. Ласси, действовавшей в Финляндии против шведов. В 1741 году саксонский курфюрст Август III правом имперского викария пожаловал ему титул рейхсграфа. В 1743 году уехал из России.

### На французской службе
В 1743 году приглашён королём Людовиком XV на французскую службу, 1 сентября 1743 года получил патент генерал-лейтенанта. В 1744 году принял участие в походе в Нидерланды, затем в Эльзас и снова в Нидерланды. В 1746 году принял французское подданство (ещё раньше перешёл в католичество), командовал артиллерией при взятии Намюра и был назначен его губернатором.
В кампании 1747 года завоевал голландскую Фландрию, после сражения при Лауфельде взял крепость Берген-оп-Зом, получил в награду жезл маршала Франции. В кампании 1748 года присутствовал при осаде Маастрихта, после чего назначен его губернатором.
Оплошность врача, пользовавшего неправильно открывшуюся рану на ноге, стала причиной развившегося в ней антонова огня. Умер 27 мая 1755 года в Париже.

## Награды
- Орден Святого Александра Невского (24 декабря 1738, Российская империя)
- Орден Святого Духа (1744, королевство Франция)
- Орден Святого Михаила (королевство Франция)
- Охотничий орден Святого Губерта (герцогство Вюртемберг)[3]

## Семья
Был дважды женат.
12 января 1722 года женился на Теодоре Евгении фон Шметтау, дочери саксонского генерала Готлиба фон Шметтау (1665–1722) и Анны Кристины фон Шметтау. В браке родились дети:
- Вольдемар Генрих (июнь 1723 — 18 марта 1724)
- Фридрих Вольдемар (7 августа 1724 — 22 февраля 1740)
- Бенедикта (15 декабря 1725 — 21 ноября 1753) — 25 мая 1747 года вышла замуж за Йохана Рудольфа фон Кизеветтера генант фон Вольферсдорф (сентябрь 1721 — 10 июля 1751)
- Доротея Фредерика (июнь 1727 — 15 июля 1750)

13 ноября 1736 года женился на графине Барбаре Магдалене Шембек (* 1709; † 18. Mai 1762). В браке родились дети:
- Елизавета Мария Констанца[фр.] (8 февраля 1740 — 13 октября 1785) — 21 марта 1759 годы вышла замуж за Ланселота Турпена графа де Криссе и де Санзе (? — 9 августа 1793)
- Франсуа Ксавье Жозеф (28 декабря 1742 — 20 сентября 1808) — офицер и дипломат, в 1801-1803 годах был чрезвычайным и полномочным посланником Дании в Российской империи; 4 августа 1786 года получил от датского короля титул графа Даннескиольд-Левендаля; 3 февраля 1772 года женился на Шарлотте де Бурбон-Шароле, муазель де Бурбон (1 августа 1754 — 12 сентября 1839)
- Бенедикта София Антуанетта (январь 1741 — 1778) — 29 сентября 1757 года вышла замуж за графа Александра Оссолинского
- Мария Луиза (апрель 1746 — 14 октября 1835) — 25 января 1766 года вышла замуж за полковника графа Луи Антуана Леона де Бранкас  (15 августа 1735 — март 1821)